# Großsteingräber bei Stedten
Die Großsteingräber bei Stedten waren zwei jungsteinzeitliche megalithische Grabanlagen in Stedten, einem Ortsteil der Gemeinde Seegebiet Mansfelder Land im Landkreis Mansfeld-Südharz, Sachsen-Anhalt. Grab 1 wurde 1835 und Grab 2 vor 1858 ausgegraben. Im weiteren Verlauf des 19. Jahrhunderts wurden beide Anlagen zerstört.

## Lage
Beide Anlagen befanden sich auf Anhöhen südlich von Stedten: Grab 1 auf dem Silberhügel (Lage) und Grab 2 auf dem Wachhügel (Lage).

## Beschreibung

### Grab 1
Grab 1 war zum Zeitpunkt der Grabung noch gut erhalten. Es besaß eine tief in die Erde eingesenkte, ost-westlich orientierte Grabkammer aus großen Steinplatten. Da keine Größenangaben überliefert sind, ist die Bestimmung des genauen Grabtyps schwierig. Nach Hans-Jürgen Beier könnte es sich um ein echtes Großsteingrab oder um eine submegalithische Steinkiste gehandelt haben. Über Bestattungen in der Kammer gibt es widersprüchliche Angaben. Während im ursprünglichen Bericht von 1835 nur von einem Keramikgefäß („Urne“) am östlichen Ende der Kammer die Rede ist, geben Götze, Höfer und Zschiesche an, dieses hätte auf der Brust eines Skeletts gestanden. Bei dem Gefäß handelt es sich um eine Tasse der spätneolithischen Walternienburger Kultur.
Als der Hügel 1839 vollständig abgetragen wurde, wurde neben dem ursprünglichen Begräbnis noch eine Steinkiste der endneolithischen Schnurkeramik-Kultur entdeckt. Diese enthielt eine Amphore, einen Becher, einen Feuerstein-Keil, ein Feuerstein-Messer und einen Hammer aus dunkelgrünem Gestein. Die noch erhaltenen Funde aus dem Grab befinden sich heute im Landesmuseum für Vorgeschichte in Halle (Saale).

### Grab 2

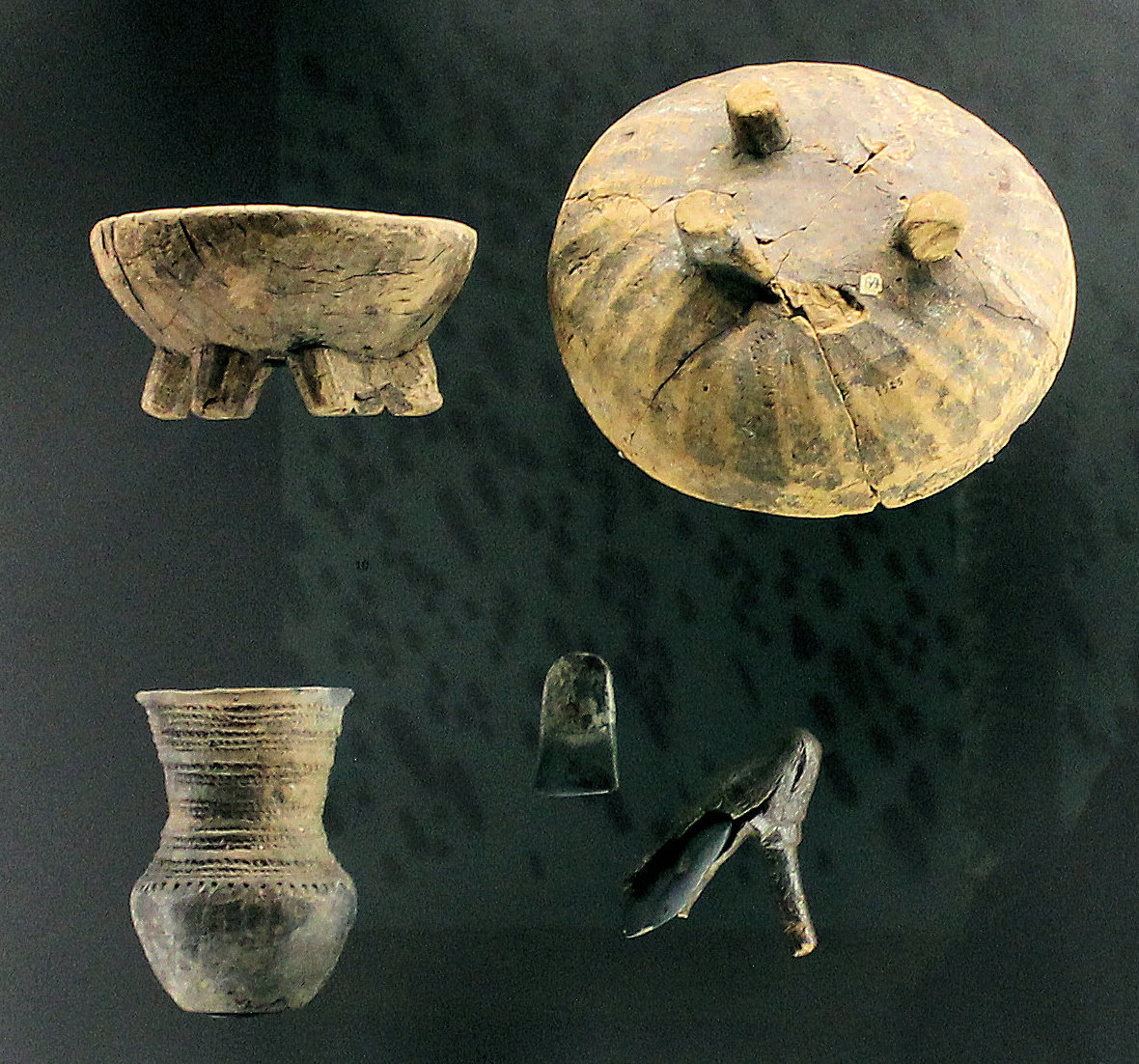
Beigaben aus Grab 2; Landesmuseum für Vorgeschichte, Halle (Saale)

Grab 2 besaß eine ebenerdige, aus Sandsteinplatten erbaute Grabkammer mit einer Länge von 5 m, einer Breite von 1,25 m und einer Höhe von 1,5 m. Der genaue Grabtyp ist nicht sicher zu bestimmen. Hans-Jürgen Beier geht von einem Großdolmen oder einem eingesenkten Kammergrab aus. An Grabbeigaben wurden mehrere Keramikgefäße, drei hölzerne Schalen, zwei Steinbeile und eine hölzerne Fassung gefunden. Von den Keramikgefäßen ist nur noch eines erhalten: Hierbei handelt es sich um einen schnurverzierten Becher. Die anderen Gegenstände sind bis auf eine Holzschale alle erhalten. Die Funde befinden sich heute im Landesmuseum für Vorgeschichte in Halle (Saale).
Alle gefundenen Grabbeigaben entstammen einer bikulturellen Bestattung der Schnurkeramik-Kultur und der Glockenbecherkultur. Da solch große Grabkammern für diese Kulturen aber eher unüblich sind, ging Ulrich Fischer davon aus, dass es sich lediglich um eine Nachbestattung handelte und das Grab ursprünglich von Angehörigen den Walternienburger oder der Bernburger Kultur errichtet worden war. Waldtraut Schrickel vermutete hingegen ein rein schnurkeramisches Grab.

## Filme
- Stedten. Holzfunde des Spätneolithikums | Museum exklusiv. Landesmuseum für Vorgeschichte Halle. In: YouTube. 7. Dezember 2023, abgerufen am 7. Dezember 2023.